# Joy (czasopismo)
Joy – miesięcznik dla kobiet poświęcony modzie, urodzie i życiu gwiazd. Ukazuje się w kilku krajach, posiada osiem edycji językowych m.in.: niemiecką, węgierską i czeską. W Polsce wydawany jest od marca 2006 przez wydawnictwo Marquard Media. W 2019 r. wydawca polskiej edycji magazynu Marquard Media Polska zapowiedział zakończenie wydawania magazynu z końcem 2019 r. w związku z wycofaniem się z rynku prasy.